# Roberto Acciaiuoli
Roberto Acciaiuoli, fill d'Angelo Acciaiuoli, fou comte de Malta i Gozo i tercer comte de Melfi. Comte de Gerace i senyor de Rapolla, Tramonti, Roccapiemonte, Maiori, Gragnano, Pino, Scafati, Nocera dei Pagani, Cisterna, Spinazzola, Troppa, Seminara, Cava, Buccino, San Marzano, Valle i Civitella d'Abruzzo, vers el 1380. Fou gran senescal del regne de Sicília. Fou privat dels feus i el càrrec el 1392.